# Aliénor Holland
Aliénor Holland, comtesse de March (13 octobre 1370 - octobre 1405) est la fille aînée de Thomas Holland, 2e comte de Kent, et l'épouse de Roger Mortimer, 4e comte de March, héritier présomptif de son oncle, le roi Richard II. Par sa fille, Anne Mortimer, elle est l'arrière-grand-mère des rois Édouard IV et Richard III. Elle est aussi la gouvernante de la femme de Richard II, Isabelle de France.

## Famille
Aliénor Holland est née le 13 octobre 1370  à Upholland dans le Lancashire. Elle est la fille aînée de Thomas Holland, 2e comte de Kent, et d'Alice FitzAlan, fille de Richard FitzAlan, comte d'Arundel, et d'Éléonore de Lancastre .
Ses grands-parents paternels sont Thomas Holland, 1er comte de Kent, et Jeanne de Kent, mère du roi Richard II par son troisième mariage avec le Prince noir. En tant que tel, le père d'Aliénor est donc un demi-frère maternel du roi Richard II.
Aliénor a deux frères et cinq sœurs  : Thomas Holland, 1er duc de Surrey, Élisabeth Holland, épouse de John Neville, Jeanne Holland, duchesse d'York, Edmond Holland, comte de Kent, Marguerite Holland, comtesse de Somerset puis duchesse de Clarence, Éléonore Holland, comtesse de Salisbury et Bridget Holland, religieuse à l'abbaye de Barking.

## Mariages et descendance
Edmund Mortimer, 3e comte de March, meurt en 1381, laissant un fils de 7 ans, Roger Mortimer, héritier des vastes domaines de sa famille.
Roger a des droits sur la couronne grâce à sa mère, Philippa de Clarence, fille de Lionel d'Anvers, 1er duc de Clarence et petite-fille du roi Édouard III. Comme Richard II n'a pas d'enfants, Roger Mortimer, en tant que descendant d'Edouard III, est le premier dans la ligne de succession.
La tutelle d'un héritier aussi important est un problème politique majeur des années 1382-1384, et ses terres sont accordées à un consortium pour 4000 £ par an, et sa tutelle est d'abord accordée à Richard FitzAlan, comte d'Arundel. Cependant, en août 1384, à la demande de la mère du roi, Jeanne de Kent, la tutelle et le mariage de Roger Mortimer sont accordés, pour 6000 marks  à son fils, Thomas Holland, 2e comte de Kent, et le 7 octobre 1388  le comte marie Roger avec sa fille, Aliénor .
Aliénor et Roger ont deux fils et deux filles  :
- Anne (27 décembre 1390 - 22 septembre 1411), qui épouse Richard, comte de Cambridge,
- Edmond Mortimer, 5e comte de March (6 novembre 1391 - 18 janvier 1425),
- Roger (23 avril 1393 - vers 1413) [7],
- Éléonore, qui épouse Edouard de Courtenay.

Le 20 juillet 1398, à l'âge de 24 ans, Roger Mortimer est tué dans une escarmouche à Kells. Il est inhumé en l'abbaye de Wigmore . Le roi se rend en Irlande l'année suivante pour venger sa mort .
Le jeune fils d'Aliénor et Roger Mortimer, Edmond Mortimer, succède à son père et revendique le trône, mais lui et son frère, Roger, sont détenus par le roi Henri IV jusqu'à la fin de son règne. Les deux filles du couple, Anne et Éléonore, restent aux soins de leur mère jusqu'à sa mort en 1405 .
Avant le 19 juin 1399, Aliénor épouse le seigneur des Marches galloises Edward Charleton, 5e baron Cherleton (1371-1421), avec qui elle a deux filles   :
- Joan, qui épouse John Gray, 1er comte de Tankerville, frère de Thomas Gray, exécuté pour son rôle dans le complot de Southampton qui visait à remplacer le roi Henri V par le fils d'Aliénor, Edmond Mortimer.
- Joyce, qui épouse John Tiptoft, 1er baron Tiptoft.

## Mort
Aliénor meurt en couches en octobre 1405 . Elle est inhumée en la commanderie de Bisham.